# Etana (cantante)
Etana, pseudonimo di Shauna McKenzie (Kingston, 22 maggio 1983), è una cantante reggae giamaicana.

## Biografia
Emigrata negli USA nel 1992, dove ha frequentato infermieristica al Broward Community College.

### Gli inizi (2000-2005)
Nel 2000 lascia il college prima di conseguire la laurea, unendosi al gruppo vocale femminile delle "Gift", in italiano, "Il dono".
Ritornò nel suo luogo di nascita per riflettere su cosa profondamente significasse la sua appartenenza alla società rasta, e di conseguenza quanto lei potesse interpretarne lo stile musicale, interpretazione che comprendeva anche una definizione vera della donna, di se stessa, nei confronti di uno stile di vita naturale, e di un riconoscimento degli insegnamenti del sindacalista e scrittore giamaicano, Marcus Garvey e dell'ultimo imperatore etiope, Hailé Selassié. Tale possibilità le giunse nel 2005, quando un amico l'ha portata alla Fifth Element Records di Kingston, dove rimane fulminata dall'ascolto del singolo di Richie Spice, Earth A Run Red e dell'album, Spice in Your Life.

### The Strong One (2007-2009)
Mentre studiava con il chitarrista e percussionista della Spice band, Etana realizza il brano, "Wrong address". Principalmente di genere Folk acustico, la canzone è una fusione di ritmi root reggae con sfumure neo-soul basata sull'esperienza della zia Etana, dove le venne detto di mentire su dove viveva, al fine di ottenere un impiego. Il singolo ricevette l'heavy rotation radio, raggiungendo il primo posto in diverse classifiche giamaicane.

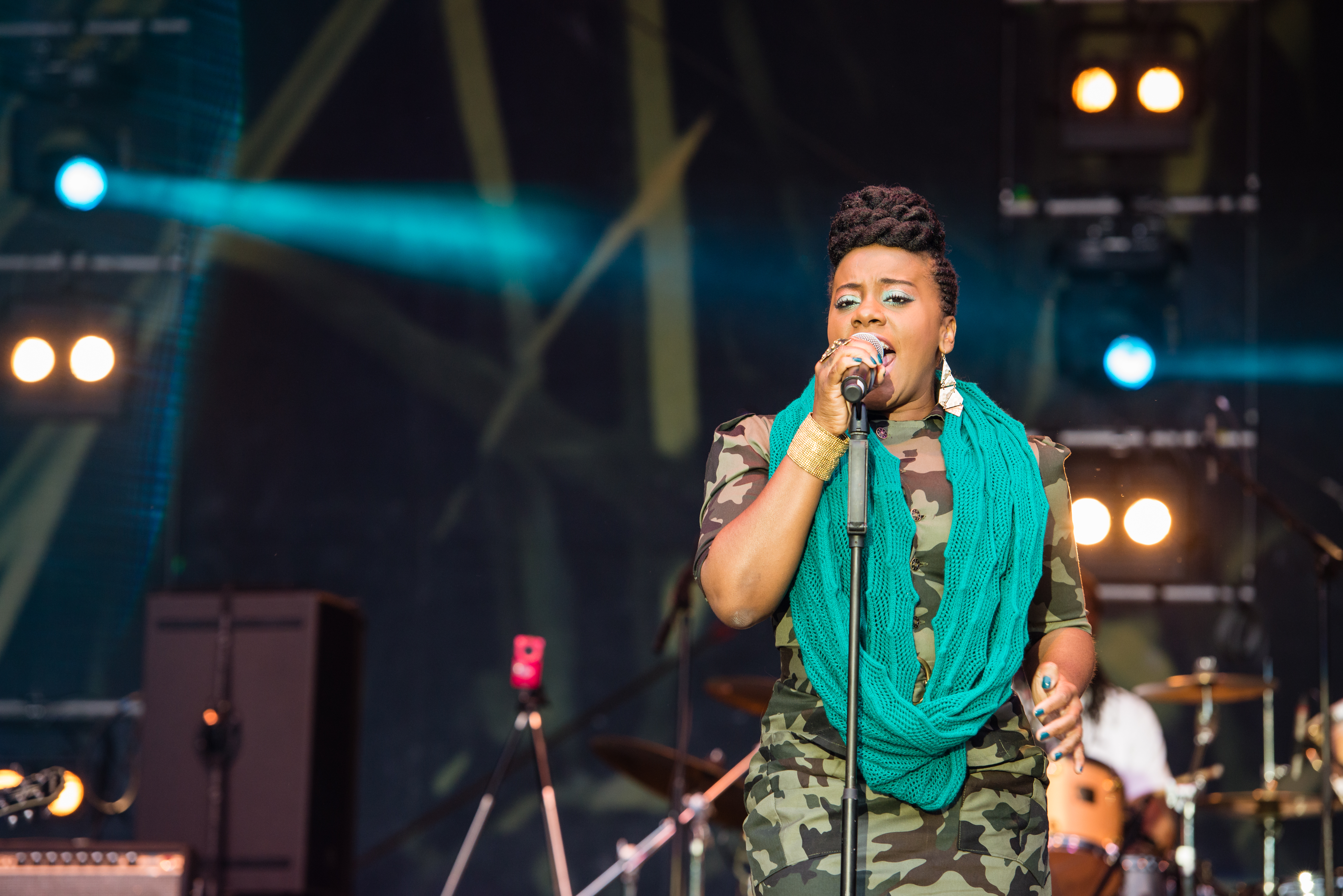
Etana, Ruhr Reggae Summer 2014

Nella seconda grande hit, dal titolo, "Roots" la cantante si è ispirata ai suoi viaggi in Africa.
Il resto delle canzoni del suo album di debutto, The Strong One, pubblicato nel 2008, presenta un eclettico mix di idee della stessa Etana e di numerose influenze, tra le quali possiamo citare quelle degli Air Supply, della cantautrice Dolly Parton, e dei cantanti giamaicani Bob Marley e Sizzla. Nel 2008 Etana è stata nominata per il MOBO Awards nel 'Best Reggae'.

### Free ExpressionseBetter Tomorrow(2011–2013)
- Free Expressions (2011)
- Better Tomorrow (2013)
- I Rise (2014)